# Teetet
|  | No s'ha de confondre amb el matemàtic grec Teetet d'Atenes.. |

El Teetet és un diàleg escrit per Plató. Dins de l'obra d'aquest escriptor, se sol situar el Teetet en un grup de diàlegs posteriors a la publicació de La República.
Es considera el Teetet com un dels diàlegs tardans de Plató. Existeix una gran proximitat estilística i temàtica entre el Teetet i el Parmènides, ambdós diàlegs haurien estat escrits el 369/368 aC. En 183i-184a, Sòcrates es refereix a l'ocasió en la qual va conèixer els filòsofs eleàtics Parmènides i Zenó. Els especialistes sostenen que aquesta trobada és fictícia, i que la referència solament pot apuntar a la situació dramàtica del Parmènides, per la qual cosa, aquest últim diàleg hauria estat escrit poc abans.
El final del Teetet -Sócrates ha d'interrompre el diàleg per a donar comptes de la seva acusació, però promet reprendre-la l'endemà (210c)- dona peu perquè en El sofista, l'interlocutor de Sòcrates recordi que es retroben, complint amb l'acordat el dia anterior. A més, ambdós diàlegs són protagonitzats pels mateixos interlocutors (Sòcrates, Teodor de Cirene i Teetet d'Atenes), a qui s'afegix l'estranger Eleata al Sofista. Aquest últim personatge cobra un valor fonamental també en el diàleg El polític.
D'aquesta manera, s'ha vist que el mateix Plató vincula aquests quatre diàlegs i dona un ordre de lectura per a aquests: 1r. Parmènides, 2n.Teetet, 3r. Sofista, 4t. Polític.

## Estructura i contingut
El diàleg comença amb una breu introducció (142a-143d), en la qual dos personatges vinculats al cercle socràtic, Euclides i Terpsió, es troben i intercanvien observacions sobre una batalla que s'ha lliurat recentment a Corint, i sobre la destinació d'un dels ciutadans que va participar-hi, l'eminent matemàtic atenès Teetet.
A continuació, Euclides li lliura a Terpsió un manuscrit, en el qual ell havia registrat tots els detalls d'una conversa mantinguda entre Sòcrates, el matemàtic Teodor de Cirene i el seu deixeble Teetet, llavors un jove. Li hauria servit com a font el relat del mateix Sòcrates.
La resta del diàleg (143d-210d) consisteix en la lectura directa d'aquest escrit, que relata la trobada entre el filòsof i els dos matemàtics just el mateix dia en el qual el primer havia de declarar per l'acusació que s'havia aixecat contra ell, i que el duria més tard a la mort.
Ometent les llargues i importants digressions que conté, el diàleg tracta sobre la naturalesa del saber. En aquest, s'assagen tres definicions: el saber és percepció (151d-186i); el saber és opinió veritable (187a-201c), el saber és opinió veritable acompanyada d'una explicació (201c-210b). Sòcrates acaba per reconèixer que cap de les tres definicions és adequada, cosa que li dona al diàleg el seu caràcter aporètic, és a dir, que no resol el problema que el va suscitar.
El problema central del diàleg sorgeix d'aquest caràcter, i que no apel·la, per a resoldre l'aporia, a la teoria de les formes, un tret més que vincula aquest diàleg amb aquells de maduresa de Plató, en els quals tracta aquesta teoria de manera crítica.